# Робінсон Тауншип (округ Аллегені, Пенсільванія)
Робінсон Тауншип (англ. Robinson Township) — селище (англ. township) в США, в окрузі Аллегені штату Пенсільванія. Населення — 15 503 особи (2020).

## Демографія
Згідно з переписом 2010 року, у селищі мешкали 13 354 особи в 5652 домогосподарствах у складі 3556 родин. Було 6095 помешкань
Расовий склад населення:
| - 91,4 % — білих - 3,6 % — азіатів - 3,3 % — чорних або афроамериканців - 0,1 % — корінних американців |

До двох чи більше рас належало 1,2 %. Частка іспаномовних становила 1,5 % від усіх жителів.
За віковим діапазоном населення розподілялося таким чином: 19,5 % — особи молодші 18 років, 65,7 % — особи у віці 18—64 років, 14,8 % — особи у віці 65 років та старші. Медіана віку мешканця становила 42,4 року. На 100 осіб жіночої статі у селищі припадало 98,8 чоловіків;  на 100 жінок у віці від 18 років та старших — 98,8 чоловіків також старших 18 років.
Середній дохід на одне домашнє господарство  становив 98 337 доларів США (медіана — 78 521), а середній дохід на одну сім'ю — 115 979 доларів (медіана — 98 382). Медіана доходів становила 74 018 доларів для чоловіків та 52 334 долари для жінок. За межею бідності перебувало 5,4 % осіб, у тому числі 1,0 % дітей у віці до 18 років та 7,1 % осіб у віці 65 років та старших.
Цивільне працевлаштоване населення становило 7663 особи. Основні галузі зайнятості: освіта, охорона здоров'я та соціальна допомога — 16,7 %, науковці, спеціалісти, менеджери — 11,8 %, виробництво — 11,0 %, роздрібна торгівля — 10,4 %.